# Смарагдна бета
Смарагдна бета (лат. Betta smaragdina) је врста рибе из рода бета.

## Опис
Може да нарасте до 7 цм, али је обично мања. Тело је прилично издужено, више него код сродних врста, са зеленим преливима који одају утисак смарагда, и црвеним репним и аналним перајем. Мужјаци су интензивније обојени и са дужим перајима. Оперкулум је зелене боје.

## Размножавање
Мужјаци обично праве гнездо од мехурића на површини воде, али то могу да учине и на неким објектима у води. Обично мужјак иницира мрест и покушава да примами женку ка гнезду које је направио.

## Узгој
У природи, насељава воде Тајланда. Први пут ју је донео у Европу, односно Немачку Дитрих Шалер (Dietrich Schaller) 1970. Ова врста се гаји у акваријумима и за разлику од сродне врсте борца, мирољубива је и мужјаци могу да се гаје заједно. Оптимално је гајити пет риба; једног мужјака и четири женке. Веома су толерантне на хемијски састав воде, pH би требало да буде неутралан, у интервалу од 6 до 8, а температура од 24 до 27 °C.